# Quốc hội Cộng hòa Perú
Quốc hội Cộng hòa Peru (tiếng Tây Ban Nha: Congreso de la República) là đơn viện cơ thể, cho rằng quyền lập pháp ở Peru. Đại hội bao gồm 130 thành viên (congresistas), những người được bầu cho nhiệm kỳ năm năm tại văn phòng trên cơ sở đại diện theo tỷ lệ.
Hiện tại, đại hội Peru tụ tập tại Palacio Legislativo, nằm ở Trung tâm lịch sử Lima, bên kia đường từ Plaza Simón Bolívar và cách Casa de Pizarro vài dãy nhà.
Cuộc bầu cử quốc hội gần đây nhất được tổ chức vào ngày 10 tháng 4 năm 2016, đồng thời với cuộc bầu cử tổng thống. Kể từ ngày 26 tháng 7 năm 2018, Chủ tịch Quốc hội là Daniel Salaverry, thuộc đảng Lực lượng phổ biến.
Quốc hội Peru hiện tại đã bị Tổng thống Martin Vizcarra giải tán vào ngày 30 tháng 9 năm 2019, gây ra cuộc khủng hoảng hiến pháp Peru 2019. Vizcarra đã ban hành một nghị định dự kiến thiết lập các cuộc bầu cử mới vào ngày 26 tháng 1 năm 2020.

## Lịch sử
Quốc hội Peru đầu tiên được thành lập vào năm 1822 bởi Francisco Xavier de Luna Pizarro, quyền chủ tịch, với tư cách là Quốc hội lập hiến. Năm 1829, theo mô hình đại hội của Mỹ Latinh, một đại hội lưỡng viện được thành lập, được thành lập bởi Thượng viện và Hạ viện. Trong thời kỳ này, các phòng được đặt ở những nơi khác nhau, chỉ họp vào đầu năm lập pháp và trong những năm cấu thành.
Năm 1930, Luis Miguel Sánchez Cerro đã phế truất Augusto B. Leguía và thành lập một Quốc hội lập hiến mới, chịu trách nhiệm xây dựng Hiến pháp năm 1933. Cerro xác định việc trục xuất các nghị sĩ của Liên minh Cách mạng nổi tiếng của Mỹ, nổi tiếng như Aprilistas, tạo ra bầu không khí căng thẳng chính trị. trong nước Nhiều năm sau, tạp chí Apristas lên kế hoạch cho cái chết của Cerro và trao quyền lực cho Tướng Óscar Benavides. Benavides, mặt khác, đã xác định việc đóng cửa Quốc hội sẽ chỉ được mở cửa trở lại vào năm 1939 với cuộc bầu cử của ông Manuel Prado Ugarteche.
Trong 12 tháng của năm 1979 đã được ban hành một hiến pháp mới do Đại hội Peru đầu tiên sau 10 năm cai trị quân sự. Hiến pháp đã được ký bởi Tổng thống Fernando Belaunde. Trong số các quy định của Hiến pháp này, đã được quy định ủy nhiệm và imcubencias của Tổng thống Cộng hòa và chính Quốc hội, sẽ vẫn là lưỡng viện và bao gồm 60 thượng nghị sĩ và 180 đại biểu. Thượng viện sẽ được bầu theo bầu cử khu vực và Hạ viện sẽ được bầu theo phương pháp D'Hondt. Các thượng nghị sĩ nên ít nhất 35 tuổi, trong khi MEP nên 25 tuổi.